# Joachim Niemeier
Joachim Niemeier (* 27. Dezember 1955 in Stuttgart) ist ein deutscher Manager und Honorarprofessor.

## Leben
Niemeier studierte von 1975 bis 1980 technisch orientierte Betriebswirtschaftslehre an der Universität Stuttgart. Im Jahr 1986 promovierte er mit dem Titel 'Wettbewerbsumwelt und interne Konfigurationen' bei Wilhelm Bierfelder zum Dr. rer. pol.
Von 1984 bis 1995 arbeitete er am Fraunhofer-Institut für Arbeitswirtschaft und Organisation (IAO), Stuttgart und leitete dort den Bereich Unternehmensführung. Von 1995 bis 2005 war Niemeier Geschäftsführer der T-Systems Multimedia Solutions GmbH.
1998 bis 2004 war er Mitglied des zweiten Medienrates der Sächsischen Landesanstalt für privaten Rundfunk und neue Medien, 2002 bis 2005 Mitglied im Kuratorium des Media Design Center (MDC) der Technischen Universität Dresden.
2004 wurde Joachim Niemeier von der Universität Stuttgart zum Honorarprofessor bestellt. Im gleichen Jahr gehörte er zu den Mitgründern des D-ELAN (Deutsches Netzwerk der E-Learning Akteure e.V.) und war Mitglied des Gründungsvorstandes sowie des ersten Vorstandes des D-ELAN. 2005 initiierte er das Dresdner Zukunftsforum.

## Auszeichnungen
- 1981 „Preis der Freunde der Universität Stuttgart für besondere wissenschaftliche Leistungen.“